# M36 (САУ)
90-мм самоходная пушка M36, «Слаггер» или «Джексон» (англ. 90 mm Gun Motor Carriage M36, Slugger, Jackson) — самоходная артиллерийская установка США времён Второй мировой войны, класса истребителей танков, средняя по массе. Была разработана в 1942—1943 годах на шасси танка M4 «Шерман». Серийно производилась с ноября 1943 по сентябрь 1945 года, всего было выпущено 2324 единицы. Активно использовалась в боях в Северо-Западной Европе с августа 1944 до самого конца войны. В этих боях M36, благодаря мощной длинноствольной 90-мм пушке, оказалась единственным сухопутным средством американцев, способным эффективно бороться с тяжёлыми танками вермахта, поскольку крупносерийный танк M26 Pershing, вооружённый такой же пушкой и также способный на равных противостоять «Тиграм» и «Пантерам», поступил в войска значительно позже M36 — практически к самому концу войны. Впоследствии M36 использовались в Корейской войне, а также продавалась в другие страны, в некоторых из которых они оставались на вооружении до середины 1990-х годов.

## История создания

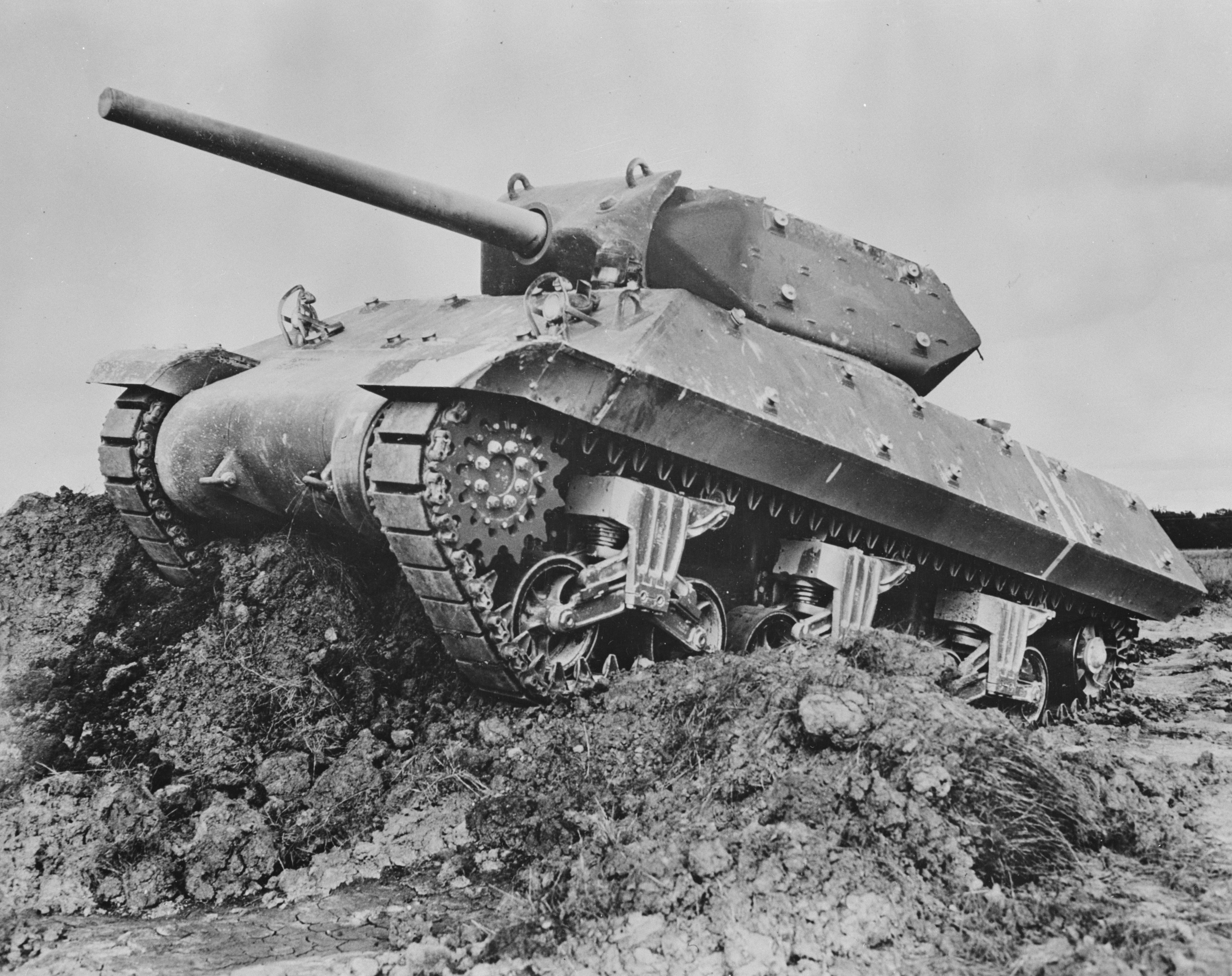
Истребитель танков M10

В соответствии с разработанной Армией США на основе изучения опыта польской и французской кампаний 1939—1940 доктриной, противотанковая оборона войск должна была обеспечиваться противотанковыми подразделениями, вооружёнными специализированными истребителями танков на гусеничном шасси, обладающими большей подвижностью и более мощным вооружением, при меньшей по сравнению с танками защищённости. Первым истребителем танков, полностью удовлетворявшим требованиям Противотанкового комитета (англ. Tank Destroyer Board), стал M10, созданный на базе среднего танка M4 и запущенный в серийное производство в сентябре 1942 года. Однако уже к 1942 году, ввиду наблюдаемой тенденции к усилению брони германской бронетехники, Комитет вооружений (англ. Ordnance Board) пришёл к выводу о необходимости создания истребителя танков с более мощным вооружением, чем установленная на M10 76-мм пушка M7, несмотря на то, что задание на такую машину ещё не было выдано армией.
В качестве перспективного противотанкового оружия в тот период, под влиянием опыта германского применения 88-мм орудия в аналогичной роли, рассматривалась 90-мм зенитная пушка M1/M2. Предпринятая в 1942 году попытка создания импровизированной противотанковой САУ T53 на базе танка M4 успехом не увенчалась, так как Танкоистребительным Управлением (англ. Tank Destroyer Command) такая машина была сочтена шагом назад по сравнению с M10, а испытания её прототипа выявили многочисленные недостатки. Предварительные проработки проекта установки 90-мм пушки в открытой сверху башне на шасси M4 велись по меньшей мере с апреля 1942 года и в октябре того же года Комитетом вооружений была одобрена переделка двух M1 для размещения в башенных установках. Так как испытания T53 также показали необходимость более глубокой переделки 90-мм пушки для её успешной установки в ограниченном внутреннем объёме бронеобъектов, разработанная в конце 1942 года была 90-мм пушка T7 отличалась изменёнными противооткатными устройствами и люлькой орудия, а также добавлением механизма ручного открытия и закрытия затвора.

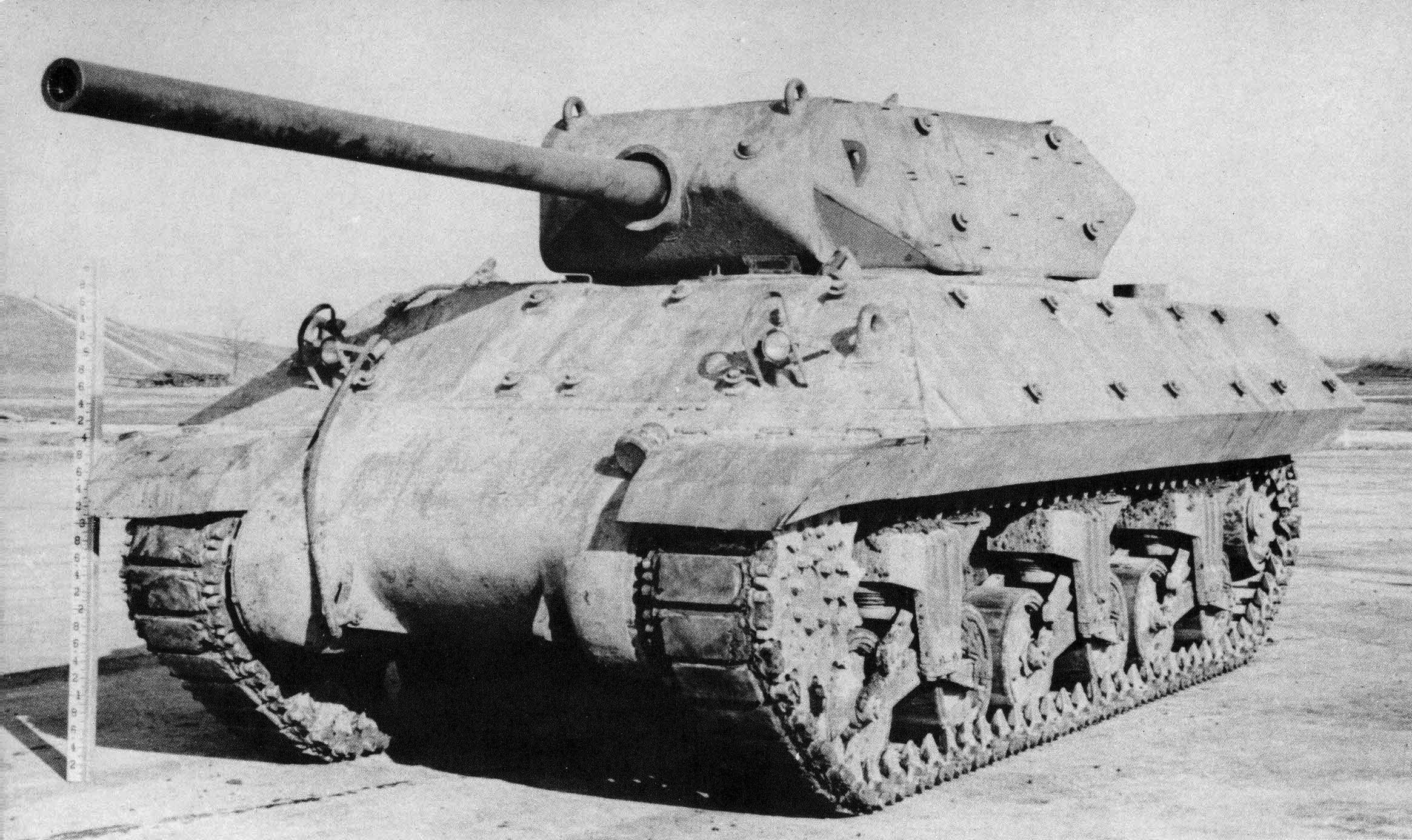
M10 с 90-мм пушкой. Абердинский полигон, ноябрь 1942 года

Один из двух модифицированных образцов пушки T7 был установлен в выделенном для испытаний истребителе танков M10 в конце 1942 года. По данным С. Залоги, испытания прошли без каких-либо осложнений, так как орудийная установка M5 была изначально рассчитана на 105-мм гаубицу или британскую 76-мм пушку QF 17 pounder повышенной мощности, в то время как Р. Ханникэтт упоминает о том, что испытания потребовали усиления конструкции орудийной установки и выявили ряд сложностей: в частности, 90-мм пушка, весившая на 132 килограмма больше, чем 76-мм, ещё сильнее нарушала балансировку башни, хотя эта проблема решалась установкой противовесов на корме последней. В целом испытания стрельбой переоборудованной M10 на Абердинском полигоне прошли успешно и комиссией полигона было вынесено заключение, что серийное переоборудование M10 к такой конфигурации может осуществляться силами базовых мастерских, но предпочтительной является разработка более совершенной сбалансированной башни с гидравлическим механизмом поворота и увеличенной боеукладкой в кормовой нише.

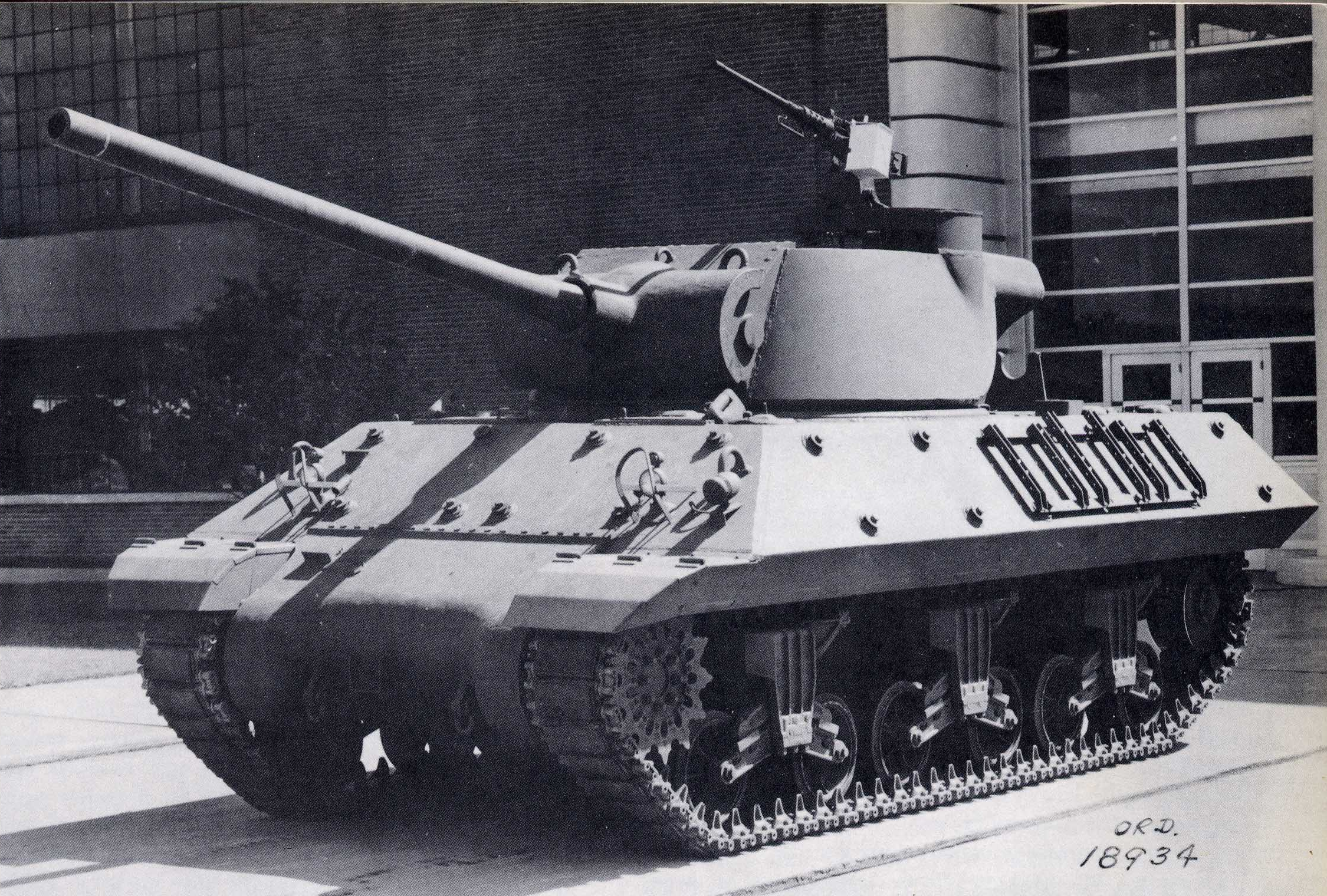
Первый прототип T71

Проект встретил возражения со стороны главы Противотанкового комитета, генерал-майора Э. Брюса, которого не удовлетворяла подвижность M10, которая должна была ещё более снизиться после установки 90-мм пушки, в которой он также не видел необходимости. Однако новая САУ получила поддержку как со стороны Комитета вооружений, так и Армии США, и фирме «Шевроле» был выдан заказ на разработку новой башни. Работа над деревянным макетом башни была начата на «Шевроле» 3 марта 1943 года. Так как к тому времени в качестве базового истребителя танков было решено избрать модификацию M10A1, производившуюся фирмой «Форд», после готовности башни работы были переведены на завод «Форд» для переоборудования двух прототипов из неброневой стали. Первый прототип был изготовлен в сентябре 1943 года и отправлен на Абердинский полигон, а затем в Форт-Нокс для испытаний. OCM № 22326 для нового истребителя танков было утверждено обозначение 90-мм самоходная пушка T71 (англ. 90mm Gun Motor Carriage T71) для варианта на основе M10A1 и T71E1 для варианта на основе M10; установка для 90-мм пушки получила обозначение T8 (англ. 90mm Gun Mount T8).
По результатам испытаний в конструкцию T71 был внесён ряд изменений: кольцевая турельная установка зенитного пулемёта была заменена на шкворневую, орудие по рекомендации Бронетанкового комитета было оборудовано дульным тормозом, также переделке подверглись боеукладки и дублирующий ручной механизм поворота башни. Пока продолжались испытания T71, Комитет вооружений настаивал на скорейшем запуске её в серийное производство, в то время как Противотанковый комитет продолжал сопротивляться принятию САУ на вооружение, считая её неподходящей. В октябре 1943 года точка зрения Комитета вооружений победила, так как армия сочла T71 ценными для уничтожения германских укреплений, а также как запасной вариант на случай появления у противника ещё более тяжелобронированных машин. В том же месяце армия рекомендовала производство достаточного количества САУ для вооружения десяти самоходно-противотанковых батальонов и прекращение выпуска M10. Формально T71 была принята на вооружение, под обозначением M36 (англ. 90mm Gun Motor Carriage M36), уже после начала производства, 1 июня 1944 года.

## Серийное производство и дальнейшее развитие
После того, как производственные чертежи новой САУ были завершены в ноябре 1943 года, Фишерскому танковому арсеналу был выдан заказ на завершение последней партии САУ M10 как T71. Выпуск, вернее переоборудование машин, был начат Фишерским арсеналом в апреле 1944 года, причем первые 300 из них были собраны с использованием изготовленных еще в ноябре — декабре 1943 года шасси М10А1. Однако ввиду его загруженности другими работами, в июне за арсеналом было оставлено только изготовление башенных установок, а само переоборудование САУ было передано фирме Massey-Harris Company.
| Модель | Производитель               | 1944 | 1944 | 1944 | 1944 | 1944 | 1944 | 1944 | 1944 | 1944 | 1944  | 1945 | 1945 | 1945 | 1945 | 1945 | 1945 | 1945  | Итого |
| ------ | --------------------------- | ---- | ---- | ---- | ---- | ---- | ---- | ---- | ---- | ---- | ----- | ---- | ---- | ---- | ---- | ---- | ---- | ----- | ----- |
| Модель | Производитель               | 4    | 5    | 6    | 7    | 8    | 9    | 10   | 11   | 12   | Всего | 1-4  | 5    | 6    | 7    | 8    | 9    | Всего | Итого |
| М36    | Fisher Tank Arsenal         | 25   | 100  | 100  | 75   |      |      |      |      |      | 300   |      |      |      |      |      |      | —     | 300   |
| М36    | Massey-Harris Company       |      |      | 20   | 80   | 100  |      | 75   | 290  | 348  | 500   |      |      |      |      |      |      | —     | 500   |
| М36    | American Locomotive Company |      |      |      |      |      |      | 75   | 290  | 348  | 413   |      |      |      |      |      |      | —     | 413   |
| М36    | Montreal Locomotive Works   |      |      |      |      |      |      |      |      |      | —     |      | 10   | 90   | 100  |      |      | 200   | 200   |
| М36В1  | Fisher Tank Arsenal         |      |      |      |      |      |      | 50   | 93   | 44   | 187   |      |      |      |      |      |      | —     | 187   |
| М36В2  | American Locomotive Company |      |      |      |      |      |      |      |      |      | —     |      | 50   | 172  | 215  | 246  | 41   | 672   | 672   |
| М36В2  | Montreal Locomotive Works   |      |      |      |      |      |      |      |      |      | —     |      | 50   | 172  | 215  | 246  | 41   | 52    | 52    |
| Всего  | Всего                       | 25   | 100  | 120  | 155  | 100  | —    | 125  | 383  | 392  | 1400  | —    | 60   | 262  | 315  | 246  | 41   | 924   | 2324  |

Примечания:
M36 - конвертированы из М10А1
М36В1 - конвертированы из вновь строящихся танков M4A3(75)W
М36В2 - конвертированы из М10

## Конструкция
M36 имела компоновку с размещением моторного отделения в кормовой, объединённого отделения управления и трансмиссионного отделения — в лобовой и боевого отделения — в средней части машины, во вращающейся башне. Экипаж САУ состоял из пяти человек: механика-водителя, помощника водителя, командира, наводчика и заряжающего.

### Броневой корпус и башня
M36 имела дифференцированную противоснарядную броневую защиту с применением рациональных углов наклона брони и открытым сверху боевым отделением. Разные модификации установки имели один из двух вариантов корпуса: модификаций M36 и M36B2 — от САУ M10 и модификации M36B1 — от танка M4A3.
Броневой корпус типа M10 представлял собой жёсткую несущую коробчатую конструкцию, собиравшуюся при помощи сварки из катаных листов броневой стали толщиной 6 10, 13, 19, 25 и 38 мм, с применением литых броневых деталей. Верхняя лобовая деталь имела толщину 38 мм и наклон в 55° к вертикали. Нижняя лобовая деталь представляла собой литой кожух трансмиссии, имевший клиновидную форму с аналогичными верхней детали углами наклона, с цилиндрическими кожухами бортовых передач. Нижняя часть бортов корпуса состояла из вертикальных 25-мм бронеплит, верхняя часть — из 19-мм бронеплит, расположенных под наклоном в 38°. Корма корпуса собиралась из 19-мм бронелистов и состояла из клиновидной верхней части, имевшей наклон в 38° и вертикальной нижней. Крыша корпуса состояла из 19-мм бронелиста в районе подбашенной коробки и 10-мм — над моторным отделением, тогда как днище корпуса собиралось из 13-мм бронелистов. Верхняя ветвь гусениц дополнительно прикрывалась 6-мм экранами, расположенными под наклоном в 38°. Помимо этого, верхние лобовая и бортовые детали корпуса снабжались болтовыми креплениями для установки навесного бронирования различной толщины.
Корпус M4A3 имел схожую конструкцию, но отличался большей толщиной бронелистов, а также отсутствием креплений для навесной брони. Кожух трансмиссии был аналогичен M10, однако верхняя лобовая деталь имела толщину 64 мм и угол наклона в 47°. Бортовые бронелисты имели толщину в 38 мм, при этом верхняя часть бортов была вертикальной, за исключением скосов в районе моторного отделения. Корма корпуса состояла из верхнего и нижнего 38-мм бронелистов, расположенных под наклоном, соответственно, 22° и 10° и образовывавших между собой карман, служивший для выпуска выхлопных газов. Крыша корпуса собиралась из 19-мм бронелистов и имела наклон в 83° над моторным отделением, а днище корпуса состояло из 25-мм бронелистов в передней части корпуса и 13-мм — в районе моторного отделения.
Цельнолитая башня M36 была идентична для всех модификаций и имела цилиндрическую форму с развитой кормовой нишей. Борта башни имели толщину 32 мм и на скуловых частях имели наклон в 5°, переходя в вертикальную кормовую часть той же толщины; корма ниши башни, выполнявшая роль противовеса, имела толщину 127 мм. Лобовая часть башни имела сложную форму и прикрывалась горизонтально-цилиндрической литой маской орудия толщиной 76 мм. Основная часть башни была открытой сверху, но кормовая ниша и небольшой участок в лобовой части башни имели крышу толщиной от 10 до 25 мм. САУ поздних выпусков штатно оснащались легкобронированной крышей башни, сваривавшейся из катаных листов и устанавливавшейся над башней с оставлением зазора между ними.

### Вооружение
Основное вооружение M36 составляла 90-мм нарезная полуавтоматическая пушка M3 с максимальной дульной энергией 3,97 МДж / 405 тс·м, созданная на основе зенитного орудия. Орудие имело ствол-моноблок длиной 50 калибров / 4500 мм и вертикальный клиновой затвор. Для уравновешивания и обеспечения плавности наведения в вертикальной плоскости M3 снабжалась компенсатором пружинного типа. Техническая скорострельность орудия составляла 8 выстрелов в минуту. Начиная с 601-й серийной САУ, орудия оборудовались резьбовым креплением для однокамерного дульного тормоза, однако вплоть до 1400-й машины, самим дульным тормозом M36 на заводе не оснащались и снабжались защитным кожухом для резьбового крепления. В послевоенный период некоторое количество M36 было при капитальном ремонте перевооружено модернизированными пушками модели M3A1. Основным отличием этого орудия являлось наличие эжектора для удаления пороховых газов из канала ствола после выстрела, для открытой САУ, впрочем, являвшегося практически бесполезным.
Пушка размещалась в лобовой части башни в установке M4 (T8), обеспечивавшей ей углы наведения в вертикальной плоскости от −10° до +20°. Вертикальное наведение орудия осуществлялось вручную при помощи винтового механизма, горизонтальное — поворотом башни, производившимся при помощи электрогидравлического или дублирующего ручного привода. Паспортная максимальная скорость горизонтального наведения при помощи гидравлического привода составляла 24 град/сек, по данным же советских испытаний этот параметр составил 22,6 град/сек. Наведение орудия на цель при стрельбе прямой наводкой осуществлялось при помощи телескопического оптического прицела M76D имевшего увеличение 3× и поле зрения 21° 30′. Прицельная сетка M76D была рассчитана на ведение огня бронебойным снарядом M82 с начальной скоростью 808 м/с на дистанцию до 4600 метров, для стрельбы другими типами снарядов необходимо было использовать переводную таблицу. Для стрельбы с закрытых позиций танк оборудовался азимутальным указателем M18 и квадрантом возвышения M9, а также артиллерийским квадрантом M1, служившим для подстройки квадранта возвышения.
| Боеприпасы пушки M3                                                                               |                                       |                    |                    |                   |                      |                         |                       |                                                |                            |
| Тип снаряда                                                                                       | Марка снаряда                         | Длина выстрела, мм | Масса выстрела, кг | Масса снаряда, кг | Масса ВВ, г          | Марка взрывателя        | Дульная скорость, м/с | Дальность прямого выстрела по цели высотой 2 м | Год принятия на вооружение |
| Бронебойные снаряды                                                                               |                                       |                    |                    |                   |                      |                         |                       |                                                |                            |
| бронебойный тупоголовый сплошной с баллистическим наконечником, трассирующий                      | AP-T T33 Shot                         |                    | 19,88              | 10,91             | —                    | —                       | 853                   |                                                |                            |
| бронебойный остроголовый сплошной, трассирующий                                                   | AP-T M77 Shot                         | 832                | 19,04              | н/д               | —                    | —                       | 821                   |                                                |                            |
| бронебойный остроголовый с защитным и баллистическим наконечниками, трассирующий (ранний/поздний) | APC-T M82 Projectile (ранний/поздний) | 971                | 19,39 / 19,89      | 10,94             | 140 (пикрат аммония) | B.D. M68 или M68A1      | 808 / 851             |                                                |                            |
| бронебойный сплошной остроголовый с баллистическим наконечником, трассирующий                     | AP-T M318 Shot                        | 951                | 19,92              | 10,95             | —                    | —                       | 853                   |                                                | 1958                       |
| бронебойный подкалиберный, трассирующий                                                           | HVAP-T M304 Shot (HVAP M304 APCR-T)   | н/д                | 16,82              | 7,61              | —                    | —                       | 1021                  |                                                |                            |
| бронебойный подкалиберный обтекаемой формы, трассирующий                                          | HVAP-T M332 Shot                      | 912                | 14,74              | 5,64              | —                    | —                       | 1178                  |                                                | послевоенный период        |
| кумулятивный оперённый, трассирующий                                                              | HEAT-T T108E46 Shell                  |                    | 15,76              | 6,50              | н/д (Composition B)  | н/д                     | 853                   |                                                | конец 1950-х               |
| Осколочно-фугасные снаряды                                                                        |                                       |                    |                    |                   |                      |                         |                       |                                                |                            |
| стальная цельнокорпусная осколочно-фугасная граната                                               | HE M71 Shell                          | 951                | 18,66—18,99        | 10,55             | 974 (Composition B)  | M.T. M43 или P.D. M48A2 | 823                   |                                                |                            |
| Учебные снаряды                                                                                   |                                       |                    |                    |                   |                      |                         |                       |                                                |                            |
| учебно-тренировочный сплошной, трассирующий                                                       | HVTP-T M333 Shot                      |                    | 14,63              | 5,53              | —                    | —                       | 1178                  |                                                |                            |

| Таблица бронепробиваемости для M3 |     |     |      |      |
| Снаряд \ Расстояние, м | 457 | 914 | 1372 | 1828 |
| T33 Shot |     |     |      |      |
| (гомогенная броня, угол встречи 60°) | 119 | 117 | 114  | 109  |
| M82 Projectile (ранний) |     |     |      |      |
| (гомогенная броня, угол встречи 90°) | 140 | н/д | н/д  | н/д  |
| (гомогенная броня, угол встречи 60°) | 120 | 112 | 104  | 96   |
| M82 Projectile (поздний) |     |     |      |      |
| (гомогенная броня, угол встречи 60°) | 129 | 122 | 114  | 106  |
| M304 Shot |     |     |      |      |
| (гомогенная броня, угол встречи 90°) | 278 | н/д | н/д  | н/д  |
| (гомогенная броня, угол встречи 60°) | 221 | 199 | 176  | 156  |
| Бронепробиваемость приводится по принятой в США методике измерения пробивной способности. Следует помнить, что в разное время и в разных странах использовались различные методики определения бронепробиваемости. Как следствие, прямое сравнение с аналогичными данными других орудий часто оказывается невозможным. |     |     |      |      |

Вспомогательное вооружение M36 состояло из 12,7-мм пулемёта M2 HB, размещённого в шкворневой установке на крыше кормовой ниши башни. Боекомплект пулемёта составлял 1000 патронов в 20 снаряжённых в магазин-коробки лентах. M2 имел темп стрельбы в 450—550 выстрелов в минуту и боевую скорострельность около 75 выстрелов в минуту, а его максимальная эффективная дальность стрельбы составляла 1400 метров. Для самообороны экипажа САУ штатно комплектовалась пятью 7,62-мм карабинами M1 с 450 патронами к ним в 30 коробчатых магазинах, а также 12 ручными гранатами различных типов. Как вариант, в качестве оружия самообороны мог использоваться пистолет-пулемёт Томпсона.

### Средства наблюдения и связи
Находившиеся в открытой башне члены экипажа специальных средств наблюдения не имели; в оборудование САУ штатно входил бинокль M3. Механик-водитель и помощник водителя на марше могли вести наблюдение через свои люки, тогда как для обзора местности в бою им служили перископические призменные смотровые приборы однократного увеличения M6: по одному в крышке люков и третий — слева от люка механика-водителя, служивший для обзора сектора по левому борту. Установки приборов обеспечивали как их поворот, так и наклон; также M6 имели быстросъёмные головки, служившие для быстрой замены повреждённого прибора в бою. M36B1, использовавшие базу танка M4A3, имели иное расположение смотровых приборов: по два — в крышках люков, и по два, в фиксированных направленных вперёд установках — в центральной части крыши отделения управления.
Для внешней связи M36 оснащалась радиостанцией SCR 610, размещавшейся в правом спонсоне лобовой части корпуса и обслуживавшейся помощником водителя; также САУ комплектовалась набором сигнальных флагов Flag Set M238, набором сигнальных знаков Panel Set AP50A и сигнальным пистолетом M9. Для внутренней связи САУ оборудовалась танковым переговорным устройством RC99 на всех членов экипажа.

### Двигатель и трансмиссия

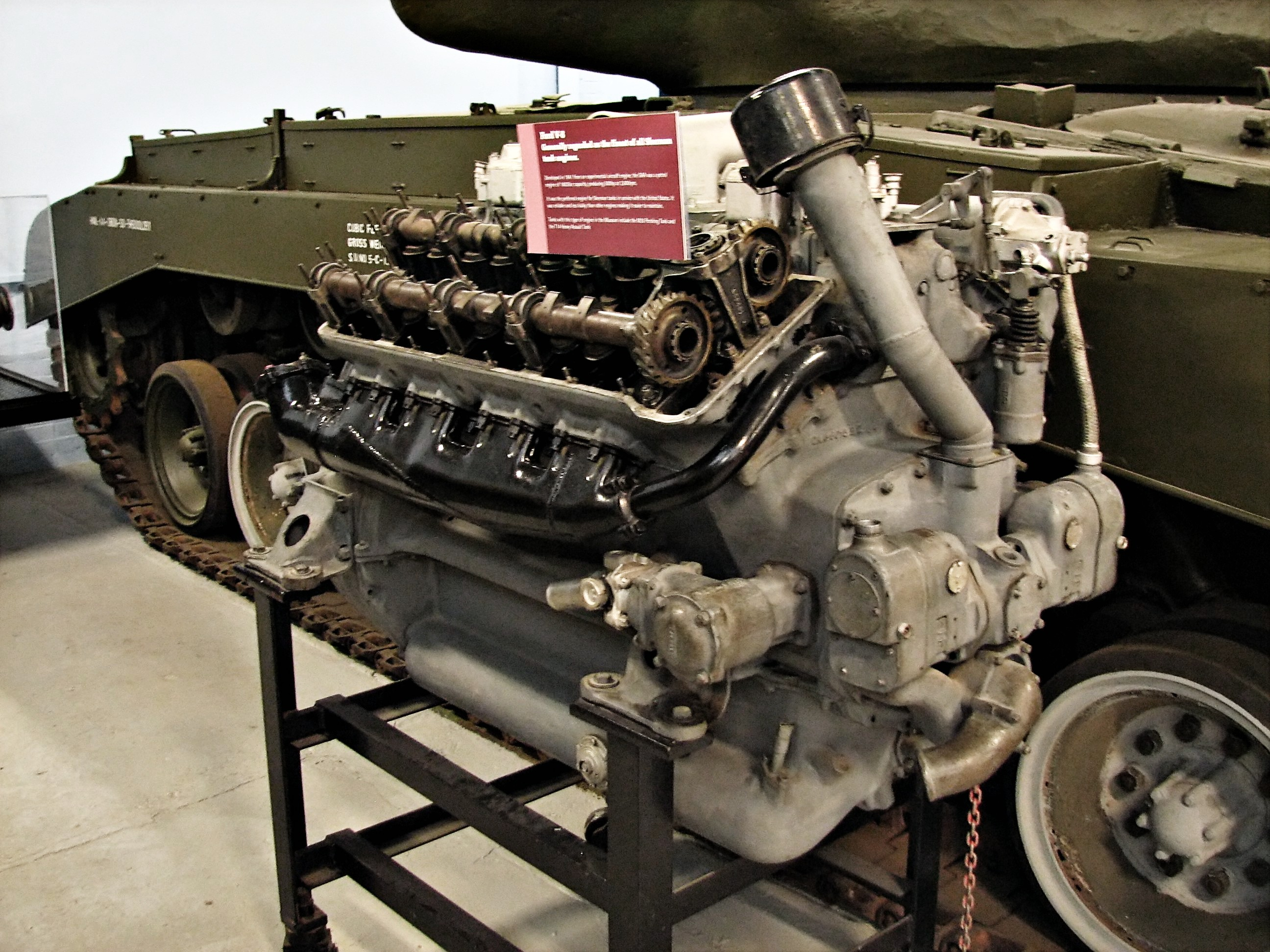
Двигатель «Форд GAA»

В зависимости от модификации, M36 оснащалась несколькими вариантами силовой установки. M36 и M36B1 оснащались V-образным 8-цилиндровым авиационным карбюраторным двигателем жидкостного охлаждения фирмы «Форд», модели GAA. При рабочем объёме 18 026 см³, GAA развивал максимальную мощность в 500 л. с. и объектовую в 450 л. с. при 2600 об/мин и максимальный и объектовый крутящий момент в, соответственно, 144 и 131 кгс·м (1410 и 1288 Н·м) при 2200 об/мин. Топливом для двигателя служил бензин с октановым числом не ниже 80. Система воздухопитания двигателя включала два воздухоочистителя циклонно-масляного типа. Система охлаждения двигателя включала в себя два радиатора и два вентилятора, расположенные в кормовой оконечности моторного отделения. Пуск двигателя осуществлялся при помощи электрического стартера.

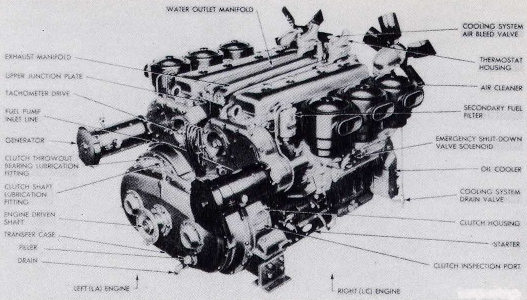
Силовая установка GMC 6046

На M36 четыре топливных бака, общим объёмом в 727 литров, размещались в спонсонах моторного отделения: два передних 150-литровых и левый и правый задние, ёмкостью, соответственно, в 208 и 219 литров. M36B1, базировавшаяся на шасси M4A3, имела несколько иное расположение топливных баков: два — в спонсонах корпуса и два вертикальных — по бокам от двигателя; относительно их ёмкости различные источники приводят цифры в 636 или 659 литров, хотя это может относиться к машинам различных выпусков.
M36B2, базировавшаяся на шасси M10, имела силовую установку, состоявшую из двух рядных 6-цилиндровых дизельных двигателей жидкостного охлаждения «Дженерал Моторс» 6046 Model 71. При суммарном рабочем объёме 13 929 см³ силовая установка развивала максимальную мощность в 410 л. с. и объектовую в 375 л. с. при, соответственно 2900 и 2100 об/мин и максимальный и объектовый крутящий момент в, соответственно, 138 и 122 кгс·м (1356 и 1200 Н·м) при 1900 и 1400 об/мин. Вспомогательные системы двигателя M36B2 были в целом схожи с другими модификациями, но отличались наличием трёх воздухоочистителей и общей ёмкостью топливных баков в 625 литров.
В состав трансмиссии M36 и M36B1 входили:
- Двухдисковый полуцентробежный главный фрикцион сухого трения, типа D78123 на M36 и M36B1, либо, на M36B2 — два главных фрикциона на каждом из двигателей и соединительная коробка-редуктор с шевронными шестернями, имевший передаточное число 0,73:1
- Карданный вал
- Механическая пятиступенчатая (5+1) коробка передач типа Synchromech с синхронизаторами на передачах со 2-й по 5-ю и диапазоном от 7,56:1 до 0,73:1
- Механизм поворота по типу двойного дифференциала
- Ленточные бортовые тормоза
- Однорядные бортовые передачи с шевронными шестернями, с передаточным числом 2,84:1

## Состояла на вооружении
- США
- Франция
- Югославия
- Пакистан
- Силы самообороны Японии (после второй мировой)

## Организационно-штатная структура
В Армии США M36 поступали на вооружение отдельных самоходно-танкоистребительных (противотанковых) батальонов. Вышестоящей единицей по отношению к танкоистребительным батальонам теоретически могли являться танкоистребительные группы, созданные для координации действий нескольких батальонов, находившихся в подчинении корпусного или армейского уровня, но на практике танкоистребительные батальоны обычно придавались дивизиям, а штабы незадействованных танкоистребительных групп привлекались к выполнению второстепенных задач, не связанных с их назначением, либо держались при штабе корпуса или армии в качестве консультантов по вопросам противотанковой обороны.
По принятому 7 мая 1943 года штатному расписанию TO&E 18-35, в батальоне насчитывалось 35 офицеров, 738 нижних чинов и 36 САУ. Организационно батальон имел в своём составе штабную роту, разведывательную роту, медицинское отделение и три танкоистребительных роты. Штабная рота насчитывала 13 офицеров и 109 нижних чинов и включала в себя взводы штаба, связи, технического обеспечения и транспорта. Штабной взвод имел на вооружении 3 командно-штабные машины (КШМ) M20, четыре ¼-тонных автомобиля повышенной проходимости, три ¾-тонных, один 1½-тонный, один 2½-тонный грузовой автомобиль, а также ¼-тонный и 1-тонный прицепы. Взвод связи включал два ¼-тонных автомобиля и два ¾-тонных грузовых автомобиля, взвод технического обеспечения имел в своём распоряжении ¾-тонный, три 2½-тонных грузовых автомобиля, три 1-тонных прицепа и машину технической помощи, тогда как транспортный взвод располагал двумя ¼-тонными автомобилями и четырнадцатью 2½-тонными автомобилями с 1-тонными прицепами к ним.
Разведывательная рота батальона насчитывала 6 офицеров и 120 нижних чинов и состояла из штабного, инженерного и трёх разведывательных взводов. Штаб роты включал две КШМ M20, три ¼-тонных автомобиля, ¾-тонный грузовой автомобиль и ¼-тонный прицеп, в инженерной роте имелась ещё одна M20 и четыре 1½-тонных грузовых автомобиля с одним ¼-тонным прицепом, тогда как на вооружении каждого из разведывательных взводов имелось по два лёгких бронеавтомобиля M8 и пять ¼-тонных автомобилей, из которых четыре были дополнительно вооружены 12,7-мм пулемётами M2. Медицинское отделение батальона состояло из одного офицера и 15 нижних чинов и имело в своём распоряжении четыре ¼-тонных автомобиля и 1½-тонный грузовой автомобиль.
Три танкоистребительных роты, составлявшие основу батальона, имели одинаковую организацию, состоя из штаба и трёх танкоистребительных взводов, и насчитывали каждая по 5 офицеров и 130 нижних чинов. На вооружении штаба роты имелись две КШМ M20, три ¼-тонных автомобиля, 2½-тонный грузовой автомобиль и ¼-тонный прицеп, а также БРЭМ M32. В состав каждого из танкоистребительных взводов входили штаб с двумя КШМ M20 и ¼-тонный автомобилем и два отделения, каждое из которых состояло из двух САУ.

## Эксплуатация и боевое применение

### Вторая мировая война
| Число M36 на европейском театре военных действий |      |      |      |      |      |      |      |      |
| год / месяц                                      | 1944 | 1944 | 1944 | 1945 | 1945 | 1945 | 1945 | 1945 |
| год / месяц                                      | 10   | 11   | 12   | 1    | 2    | 3    | 4    | 5    |
| Число САУ                                        | 170  | 183  | 236  | 365  | 826  | 884  | 1054 | 1029 |

6 июля 1944 года командование вооружённых сил США на Европейском театре военных действий направило в США запрос о скорейшем перевооружении всех самоходно-танкоистребительных батальонов с M10 на M36. К сентябрю, на основе опыта боевых действий в Северо-Западной Европе 12-я группа армий запросила перевооружение на M36 20 из 42 задействованных на театре самоходно-танкоистребительных батальонов.
Первая партия из 40 M36 прибыла в Европу в первую неделю сентября 1944 года и поступила на вооружение 1-й армии. Из-за недостаточных темпов производства и поставок M36 батальоны перевооружались на новую технику поротно.
После перевооружение первых подразделений на новые САУ, M36 впервые были использованы в бою в октябре 1944 года, в ходе боёв на германской границе.
Так как после потерь, понесённых германскими танковыми войсками в ходе летних боёв, массированные атаки со стороны последних были редки, осенью 1944 года интерес армии к скорейшему перевооружению на M36 снизился. Однако массированное применение бронетехники в ходе германского контрнаступления, сопровождавшееся увеличением числа тяжелобронированных машин, таких как «Тигр II», вновь продемонстрировало неадекватность M10 в роли истребителя танков и вновь сделало замену их на M36 приоритетной задачей. К январю 1945 года на западноевропейском театре имелись шесть батальонов, вооружённых M36, пять в составе 12-й группы армий и шестой — в 6-й группе армий.
| Список самоходно-танкоистребительных батальонов США, вооружённых M36 |                   |                         |                                         |                    |
| Батальон                                                             | Дата формирования | Перевооружён на M36     | Придавался                              | Кампании           |
| 601-й                                                                | н/д               | полностью к январю 1945 | 87-я пехотная дивизия                   | Западноевропейская |
| 607-й                                                                | н/д               | н/д                     | 3-я пехотная дивизия                    | Западноевропейская |
| 610-й                                                                | н/д               | октябрь 1944            | 26-я, 87-я, 4-я и 42-я пехотные дивизии | Западноевропейская |
| 628-й                                                                | н/д               | н/д                     | н/д                                     | Западноевропейская |
| 629-й                                                                | н/д               | н/д                     | н/д                                     | Западноевропейская |
| 630-й                                                                | н/д               | н/д                     | 28-я и 97-я пехотные дивизии            | Западноевропейская |
| 645-й                                                                | н/д               | полностью к январю 1945 | 45-я пехотная дивизия                   | Западноевропейская |
| 654-й                                                                | н/д               | н/д                     | 35-я пехотная дивизия                   | Западноевропейская |
| 656-й                                                                | н/д               | н/д                     | 9-я бронетанковая дивизия               | Западноевропейская |
| 691-й                                                                | н/д               | конец марта 1945        | 76-я пехотная дивизия                   | Западноевропейская |
| 692-й                                                                | н/д               | начало февраля 1945     | 104-я и 42-я пехотные дивизии           | Западноевропейская |
| 702-й                                                                | н/д               | н/д                     | 2-я бронетанковая дивизия               | Западноевропейская |
| 703-й                                                                | н/д               | н/д                     | 3-я бронетанковая дивизия               | Западноевропейская |
| 704-й                                                                | н/д               | апрель или май 1945     | 4-я бронетанковая дивизия               | Западноевропейская |
| 705-й                                                                | н/д               | апрель или май 1945     | 11-я бронетанковая дивизия              | Западноевропейская |
| 771-й                                                                | н/д               | н/д                     | 102-я пехотная дивизия                  | Западноевропейская |
| 772-й                                                                | н/д               | н/д                     | 75-я пехотная дивизия                   | Западноевропейская |
| 773-й                                                                | н/д               | апрель или май 1945     | 90-я пехотная дивизия                   | Западноевропейская |
| 774-й                                                                | н/д               | конец января 1945       | 94-я пехотная дивизия                   | Западноевропейская |
| 776-й                                                                | н/д               | конец ноября 1944       | 44-я, 63-я и 4-я пехотные дивизии       | Западноевропейская |
| 802-й                                                                | н/д               | начало марта 1945       | 95-я пехотная дивизия                   | Западноевропейская |
| 803-й                                                                | н/д               | н/д                     | н/д                                     | Западноевропейская |
| 808-й                                                                | н/д               | конец января 1945       | 76-я и 65-я пехотные дивизии            | Западноевропейская |
| 809-й                                                                | н/д               | н/д                     | 8-я бронетанковая дивизия               | Западноевропейская |
| 813-й                                                                | н/д               | н/д                     | 79-я пехотная дивизия                   | Западноевропейская |
| 814-й                                                                | н/д               | н/д                     | 7-я бронетанковая дивизия               | Западноевропейская |
| 818-й                                                                | н/д               | н/д                     | 26-я пехотная дивизия                   | Западноевропейская |
| 899-й                                                                | н/д               | н/д                     | н/д                                     | Западноевропейская |

В отличие от M10, ни одна M36 до окончания боевых действий не была поставлена союзникам США. Командование 6-й группы армий весной 1945 года рассматривало возможность передачи некоторого количества M36 французским войскам, но в итоге от этой идеи решено было отказаться — в то время как все французские противотанковые батальоны были самоходными, часть батальонов 6-й группы армий всё ещё была вооружена буксируемыми противотанковыми орудиями.

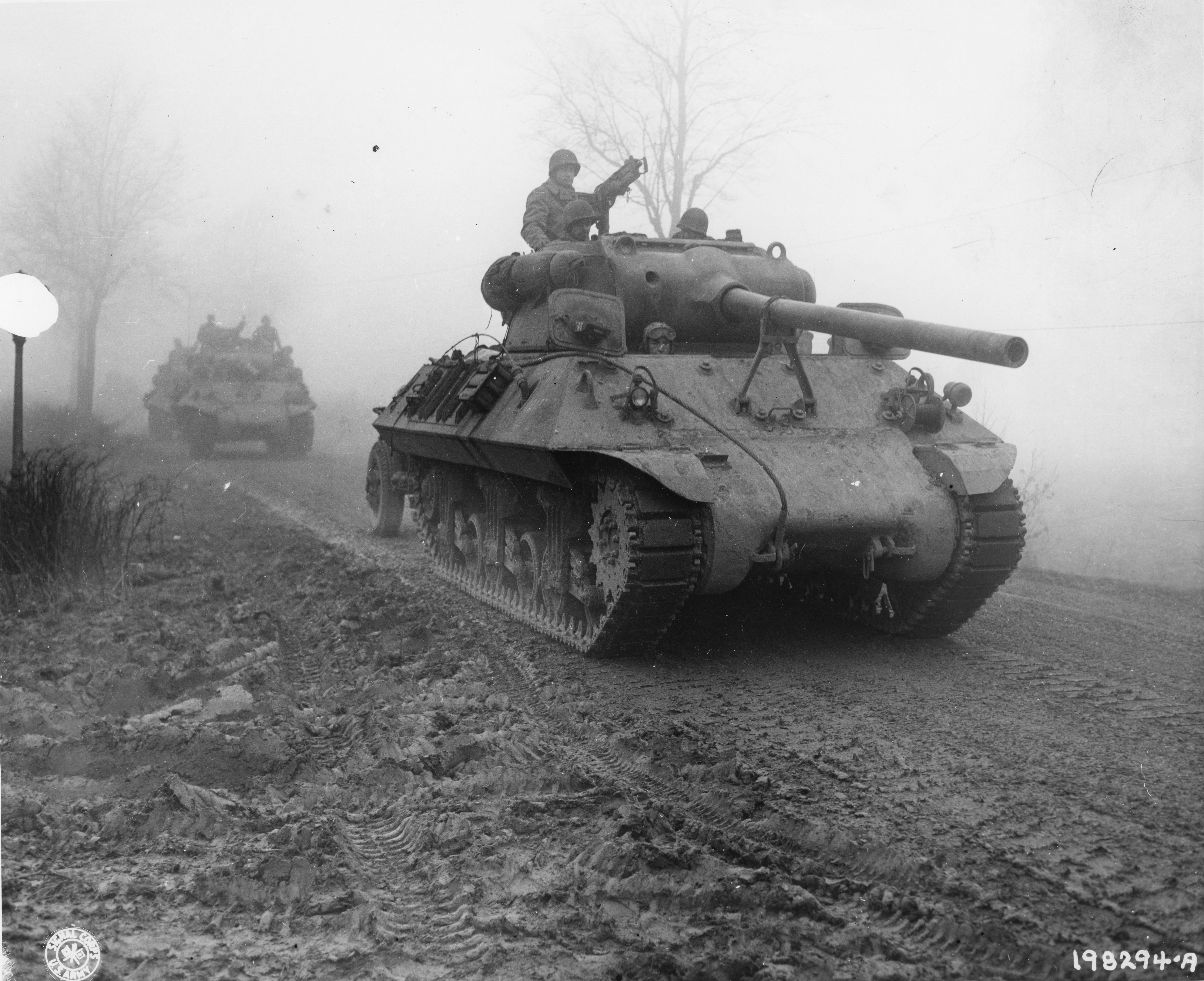
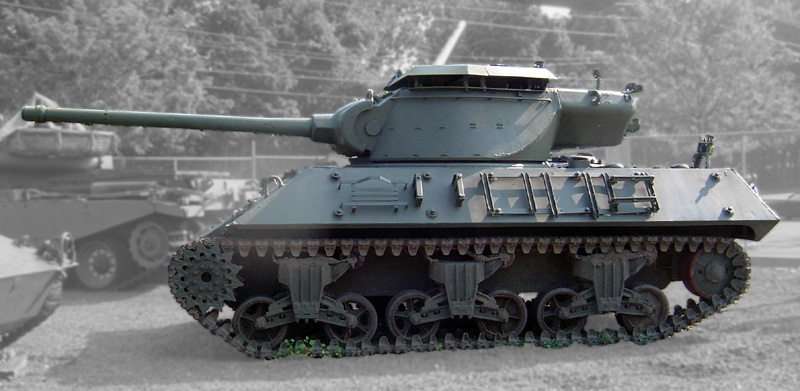

### Послевоенный период
В послевоенный период САУ поступила на вооружение в силы самообороны Японии
Одна САУ M36B2 в качестве трофея была захвачена Ираком у Ирана в ходе войны 1980-1988 годов.

## Оценка проекта

### Конструкция
90-мм пушка M3 являлась одним из мощнейших серийных противотанковых средств, имевшихся в распоряжении Армии США во Второй мировой войне и единственной серийной танковой пушкой, способной к эффективному поражению брони германских тяжёлых бронемашин на средних—больших дистанциях.
В справочнике Армии США по 90-мм бронебойным боеприпасам приводятся следующие данные о возможностях орудия в борьбе с танками «Пантера» и «Тигр II»:
- Калиберный снаряд M82 позднего образца — пробивает все бронеплиты, кроме верхней лобовой детали корпуса, нижней лобовой детали «Тигра II» и маски орудия; пробитие нижней лобовой детали «Пантеры» достигнуто на дистанциях в 594 и 869 метров.
- Калиберный снаряд T33 — пробивает верхнюю лобовую деталь танка «Пантера» на дистанциях до 1006 метров; против маски орудия неэффективен.
- Подкалиберный снаряд M304 — пробивает верхнюю лобовую деталь танка «Пантера» на дистанциях до 366 метров и «Тигра II» — до 91 метра; лоб башни и маску орудия — на дистанциях до 732 метров.

Маневренность огня M36 существенно возросла по сравнению с предшественником за счёт замены ручного привода горизонтальной наводки на электрогидравлический, уравнявший её по этому параметру с базовым танком. Вместе с тем, САУ оснащалась всё тем же сравнительно примитивным телескопическим бесшарнирным прицелом трёхкратного увеличения с фиксированной прицельной сеткой. В результате, в то время как базовый танк M4 поздних выпусков начал оснащаться значительно более совершенным перископическим прицелом T8 шестикратного увеличения, специализированный истребитель танков с 90-мм пушкой, имевшей бо́льшую дальность эффективной стрельбы, сохранял упрощённый прицел. В то же время, преимуществом телескопического прицела, жёстко закреплённого на орудийной установке, являлась большая точность из-за отсутствия шарнирных тяг между орудием и прицелом.

### Сравнение с аналогами
| Сравнение основных характеристик средних истребителей танков периода Второй мировой войны |                                                  |                                                  |                                                  |                                                  |                                              |                                              |                                                  |
|                                                                                           | M36                                              | Jagdpanzer IV                                    | Jagdpanzer IV/70(V)                              | Semovente da 75/46                               | СУ-85                                        | СУ-100                                       | A30 «Челленджер»                                 |
| Общие данные                                                                              |                                                  |                                                  |                                                  |                                                  |                                              |                                              |                                                  |
| Экипаж                                                                                    | 5                                                | 4                                                | 4                                                | 3                                                | 4                                            | 4                                            | 5                                                |
| Боевая масса, т                                                                           | 28,6                                             | 24,0                                             | 25,8                                             | 16,0                                             | 29,6                                         | 31,6                                         | 33,1                                             |
| Ширина, м                                                                                 | 3,05                                             | 3,17                                             | 3,17                                             | 2,45                                             | 3,00                                         | 3,00                                         | 2,91                                             |
| Высота, м                                                                                 | 3,28                                             | 1,85                                             | 1,85                                             | 1,74                                             | 2,24                                         | 2,24                                         | 2,78                                             |
| Вооружение                                                                                |                                                  |                                                  |                                                  |                                                  |                                              |                                              |                                                  |
| Марка пушки                                                                               | 90-мм M3                                         | 75-мм PaK.39                                     | 75-мм KwK.42                                     | 75-мм cannone da 75/46                           | 85-мм Д-5С-85А                               | 100-мм Д-10С                                 | 76,2-мм QF 17 pounder                            |
| Дульная энергия пушки, МДж                                                                | 3,97                                             | 2,12                                             | 2,91                                             | 1,91                                             | 2,94                                         | 6,25                                         | 3,00                                             |
| Боекомплект пушки                                                                         | 47                                               | 79                                               | 55                                               | 43                                               | 48                                           | 33                                           | 42                                               |
| Углы горизонтального наведения пушки, град                                                | 360                                              | ±10                                              | ±10                                              | ±18                                              | ±10                                          | ±8                                           | 360                                              |
| Пулемёты                                                                                  | 1 × 12,7-мм M2 HB                                | 1 × 7,92-мм MG-42                                | 1 × 7,92-мм MG-42                                | 1 × 7,92-мм Mod.38                               | —                                            | —                                            | 1 × 7,62-мм M1919A4                              |
| Бронирование, мм                                                                          |                                                  |                                                  |                                                  |                                                  |                                              |                                              |                                                  |
| Лоб корпуса                                                                               | 51—66                                            | 85—87                                            | 87—113                                           | 87                                               | 78                                           | 78                                           | 64—69                                            |
| Лоб рубки / башни                                                                         | 76                                               | 93                                               | 124                                              | 26+75                                            | 70                                           | 117                                          | 102                                              |
| Борт корпуса                                                                              | 24—25                                            | 30                                               | 30                                               | 40                                               | 45                                           | 45                                           | 32—13+28                                         |
| Борт рубки / башни                                                                        | 32                                               | 35                                               | 46                                               | 15+47                                            | 48                                           | 48                                           | н/д                                              |
| Крыша рубки / башни                                                                       | открытая                                         | 20                                               | 20                                               | 15                                               | 20                                           | 20                                           | 20                                               |
| Подвижность                                                                               |                                                  |                                                  |                                                  |                                                  |                                              |                                              |                                                  |
| Тип двигателя                                                                             | карбюраторный, жидкостного охлаждения, 450 л. с. | карбюраторный, жидкостного охлаждения, 300 л. с. | карбюраторный, жидкостного охлаждения, 300 л. с. | карбюраторный, жидкостного охлаждения, 185 л. с. | дизельный, жидкостного охлаждения, 500 л. с. | дизельный, жидкостного охлаждения, 500 л. с. | карбюраторный, жидкостного охлаждения, 600 л. с. |
| Удельная мощность, л. с./т                                                                | 15,7                                             | 12,5                                             | 11,6                                             | 11,6                                             | 16,9                                         | 15,8                                         | 18,2                                             |
| Тип подвески                                                                              | сблокированная попарно на спиральных рессорах    | сблокированная попарно на листовых рессорах      | сблокированная попарно на листовых рессорах      | сблокированная по четыре на листовых рессорах    | типа Кристи                                  | типа Кристи                                  | типа Кристи с гидравлическими амортизаторами     |
| Максимальная скорость по шоссе, км/ч                                                      | 42                                               | 40                                               | 35                                               | 38                                               | 55                                           | 50                                           | 52                                               |
| Запас хода по шоссе, км                                                                   | 240                                              | 210                                              | 210                                              | 180                                              | 350                                          | 310                                          | 190                                              |
| Удельное давление на грунт, кг/см²                                                        | 0,90                                             | 0,84                                             | 0,9                                              | н/д                                              | 0,7                                          | 0,8                                          | н/д                                              |

### Сноски
1. ↑  В принятой в англоязычных странах классификации не существует разделения на классы противотанковых САУ и собственно истребителей танков, принятого в СССР
2. ↑  Второй образец был установлен в тяжёлом танке T1E1, также вместо 76-мм пушки
3. ↑  M10 имела ручной механизм поворота, рассматривавшийся как серьёзный её недостаток
4. ↑  англ. Ordnance Committee Minute — «протокол Комитета вооружений», обозначение для принимавшихся по итогам заседаний Комитета вооружений документов
5. ↑  Штатное расписание одного батальона насчитывало 36 САУ
6. ↑  По советской терминологии — радиста
7. ↑  По американской системе измерения длины ствола. Следует учитывать, что в разных странах применялись различные мерки измерения паспортной «длины ствола», что может делать прямое сравнение этого параметра с другими орудиями невозможным
8. ↑  Созданными для средних танков M26A1 и M46
9. ↑  Данные для выстрелов с латунными гильзами M19 массой 4,98 кг. Применялись также выстрелы со стальными гильзами M19B1 массой 4,67 кг. Для выстрелов T108E46 использовались только гильзы типа T27.
10. 1 2  59,4 % гексогена, 39,4 % тринитротолуола и 1,2 % флегматизатора в виде парафина
11. ↑  По принятой в США терминологии, подразделения истребителей танков и противотанковых орудий назывались одинаково — «танкоистребительными» / «противотанковыми» (англ. Tank Destroyer), с добавлением соответствующего уточнения: «буксируемый» (англ. towed)) или «самоходный» (англ. self-propelled))
12. 1 2  В период, когда батальон был частично или полностью вооружён M36
13. ↑  Среди всего набора артиллерии армии большими бронебойными возможностями обладала лишь 155-мм полевая пушка M1, но использование этого 18-тонного орудия в противотанковой роли было оправдано лишь как крайнее средство самообороны расчёта
14. ↑  Официально классифицировался как «танк поддержки», фактически являлся танком-истребителем
15. ↑  По зенитной пулемётной установке
16. 1 2 3 4 5  По крыше рубки
17. ↑  Указана приведённая толщина брони
18. ↑  На отдельных участках кожуха трансмиссии — до 114 мм